# Mèbre
Die Mèbre ist ein rund 15 km langer Bach westlich der Stadt Lausanne im Schweizer Kanton Waadt. Sie gehört zusammen mit der Sorge zum Gewässersystem der Chamberonne, entwässert einen Abschnitt des Waadtländer Mittellandes und zählt zum Einzugsbereich der Rhone. Der Flusslauf wurde 1357 erstmals urkundlich als Meybry erwähnt.

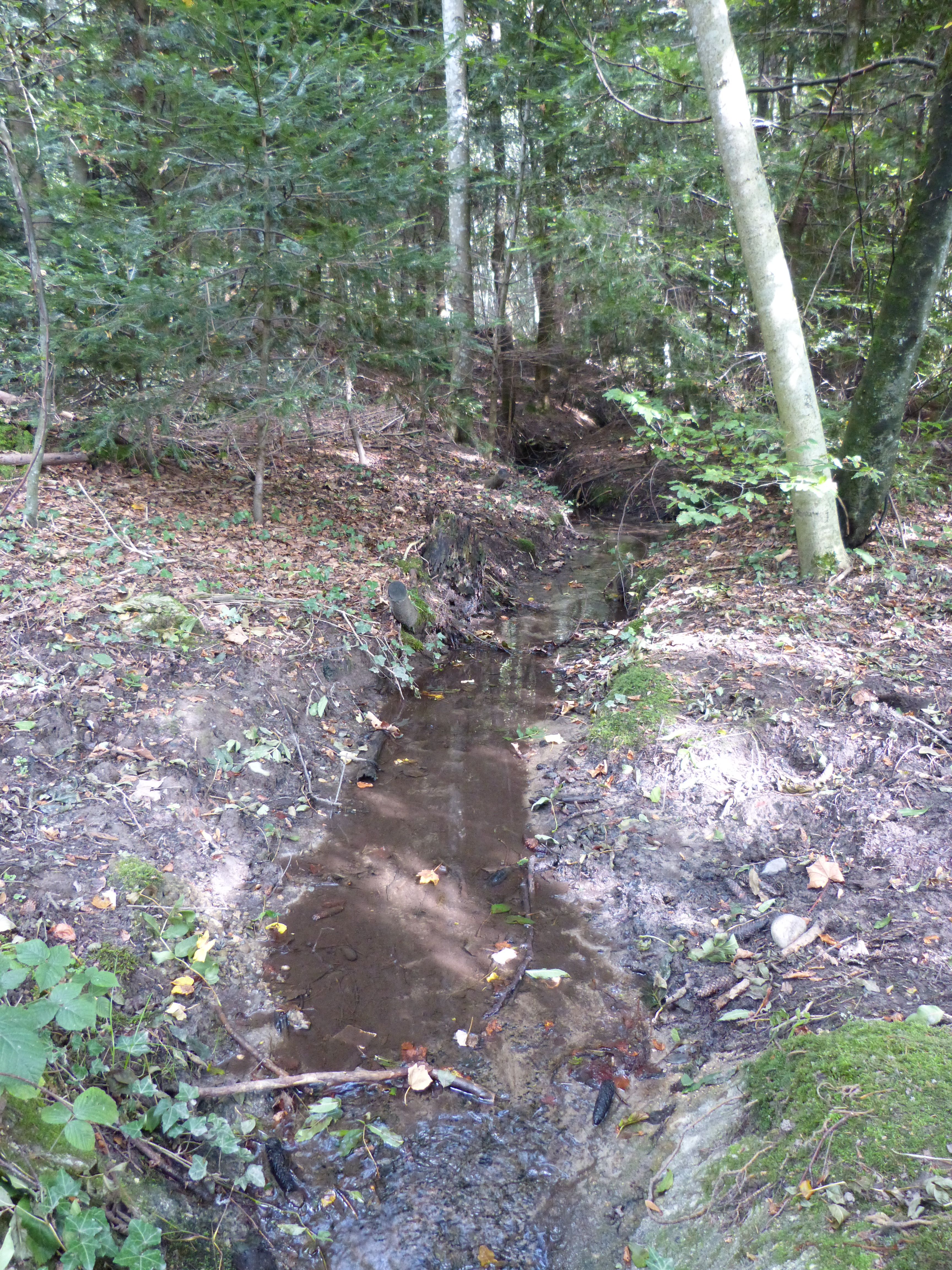
Die Mèbre im Quellgebiet bei La Taquette

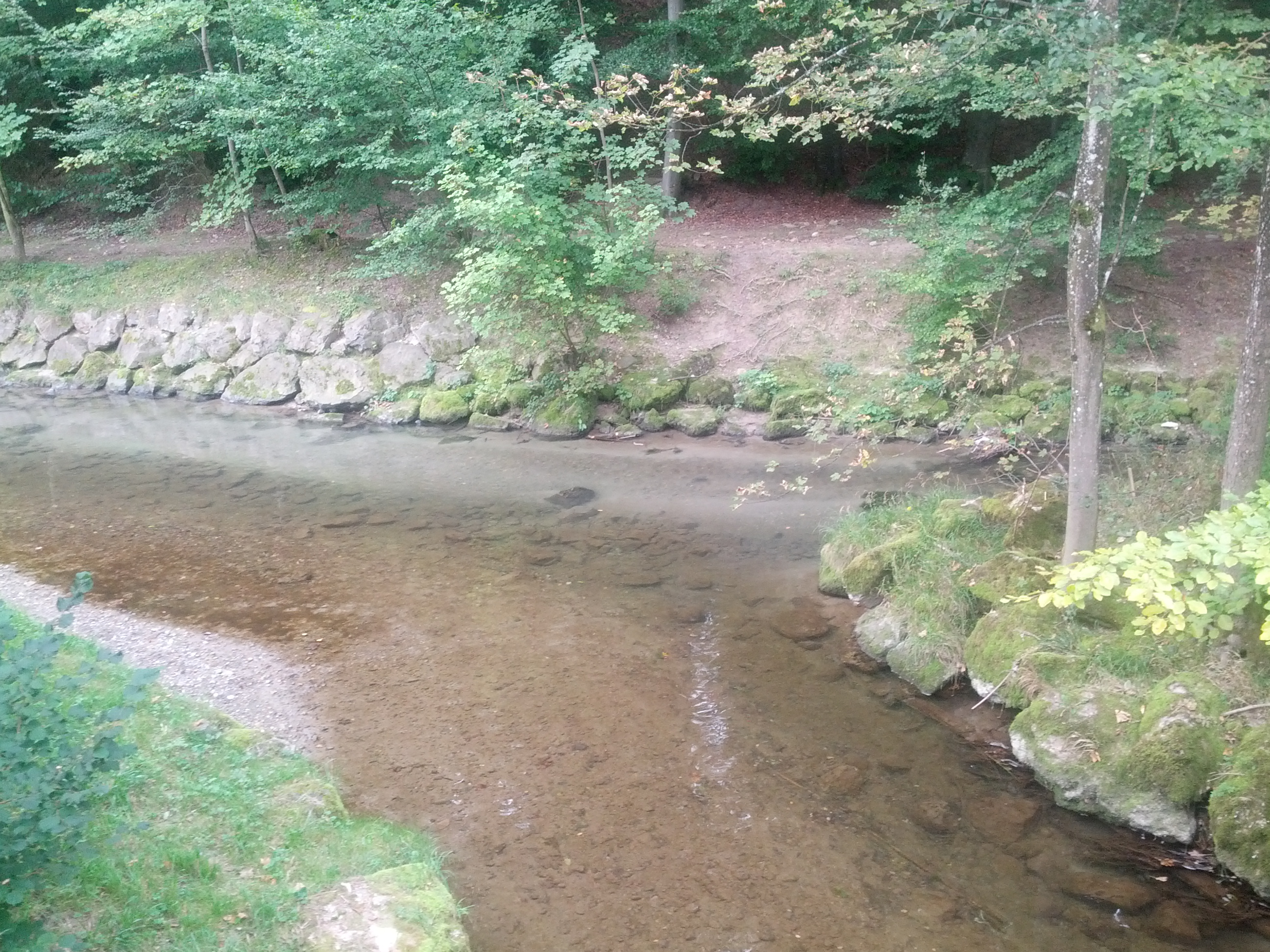
Mündung der Mèbre

Das Quellgebiet der Mèbre befindet sich auf rund 800 m ü. M. auf den Waldhöhen des Jorat, auf dem Boden der Gemeinde Le Mont-sur-Lausanne. Mit relativ konstantem Gefälle fliesst die Mèbre in einem stets rund 20 bis 30 m in das angrenzende Molasseplateau eingesenkten und meist bewaldeten Erosionstal nach Westen. Sie bildet dabei die südliche Abgrenzung der Region Gros de Vaud.
Bei Cheseaux-sur-Lausanne zeichnet die Mèbre allmählich einen Bogen nach Süden in Richtung des Genferseebeckens und tritt nun in ein tief eingeschnittenes Kerbtal ein, das von der Autobahn A9 mit einem Viadukt überspannt wird. In früheren Zeiten floss die Mèbre durch das Bauerndorf Renens, heute wird der Bachlauf auf einer Strecke von rund 1 km unterirdisch geführt. Nahe dem ehemaligen Herrschaftssitz Dorigny befindet sich der Zusammenfluss von Mèbre und Sorge. Das Gewässer heisst von nun an Chamberonne und mündet nach einer weiteren Laufstrecke von rund 1 km durch den Campus Lausanne am westlichen Rand von Lausanne in den Genfersee.
Die Wasserkraft der Mèbre wurde schon seit dem Mittelalter an verschiedenen Orten, insbesondere bei Crissier und Renens, für den Betrieb von Mühlen, Sägereien und Schmieden genutzt.